# Callopanchax toddi
Espèce
Statut de conservation UICN

 DD  : Données insuffisantes
Callopanchax toddi  (anciennement Aphyosemion occidentale toddi) est une espèce de poissons cyprinodontiformes apparetenant à la famille des Nothobranchiidae. Elle est présente en Guinée et au Sierra Leone.

## Référence
- Clausen : Definition of a new cyprinodont genus and description of a 'new' but well-known West African cyprinodont, with a clarification of the terms 'sjostedti', Aphyosemion sjostedti (Lonnberg), and Aphyosemion coeruleum (Boulenger). Revue de Zoologie et de Botanique Africaines 74 p. 331-341.